# Josep Rodríguez Ferrer
Josep Rodríguez Ferrer   (Barcelona, 16 de març de 1982) és un filòleg, escriptor i professor català.

## Trajectòria
Llicenciat en Filologia Catalana i Filologia Romànica per la Universitat de Barcelona, ensenya llengua i literatura catalanes a secundària. Participa en esdeveniments poètics de la contracultura barcelonina i es defineix com un «creador de mons on no ha estat mai ningú». Entre d'altres, ha pres part en la 39a Setmana del Llibre en Català, el 1r Festival de Gèneres Fantàstics de Barcelona i la 1a Fira de l’Edició Independent.
El 2020, durant el confinament per la pandèmia de COVID-19, va aconseguir el 3r premi al millor haiku en català en el concurs Haikus desde la ventana de la llibreria Haiku Barcelona. De fet, en tant que japonòfil, el haiku és el seu gènere poètic preferit. Més tard, el 2021, va ser guardonat amb un accèssit en narrativa i un en poesia en el concurs literari Paraules Sense Gènere, organitzat per l'associació garrotxina LGBTI Alliberem-nos.
Va debutar com a autor publicat el 2018 amb dos poemaris i els va seguir un recull de contes l'any següent. Amb tot, se'n destaca Mentre durin les espelmes, la seva primera novel·la, ambientada a Barcelona i editada per Voliana Edicions el 2021. Constitueix el primer Boys Love originalment escrit en català. La idea va sorgir en un curs d'història de la literatura catalana LGBTI impartit per Sebastià Portell quan es va adonar que no s'hi havia fet cap història queer amb un final feliç. Va continuar la història amb la seqüela Mentre el cel no ens reclami, publicada el 2023. A banda, l'any següent, com a membre del grup d'escriptors Concili Fetiller, va signar un dels textos de l'antologia Cròniques del concili fetiller: Nexe.

## Obra

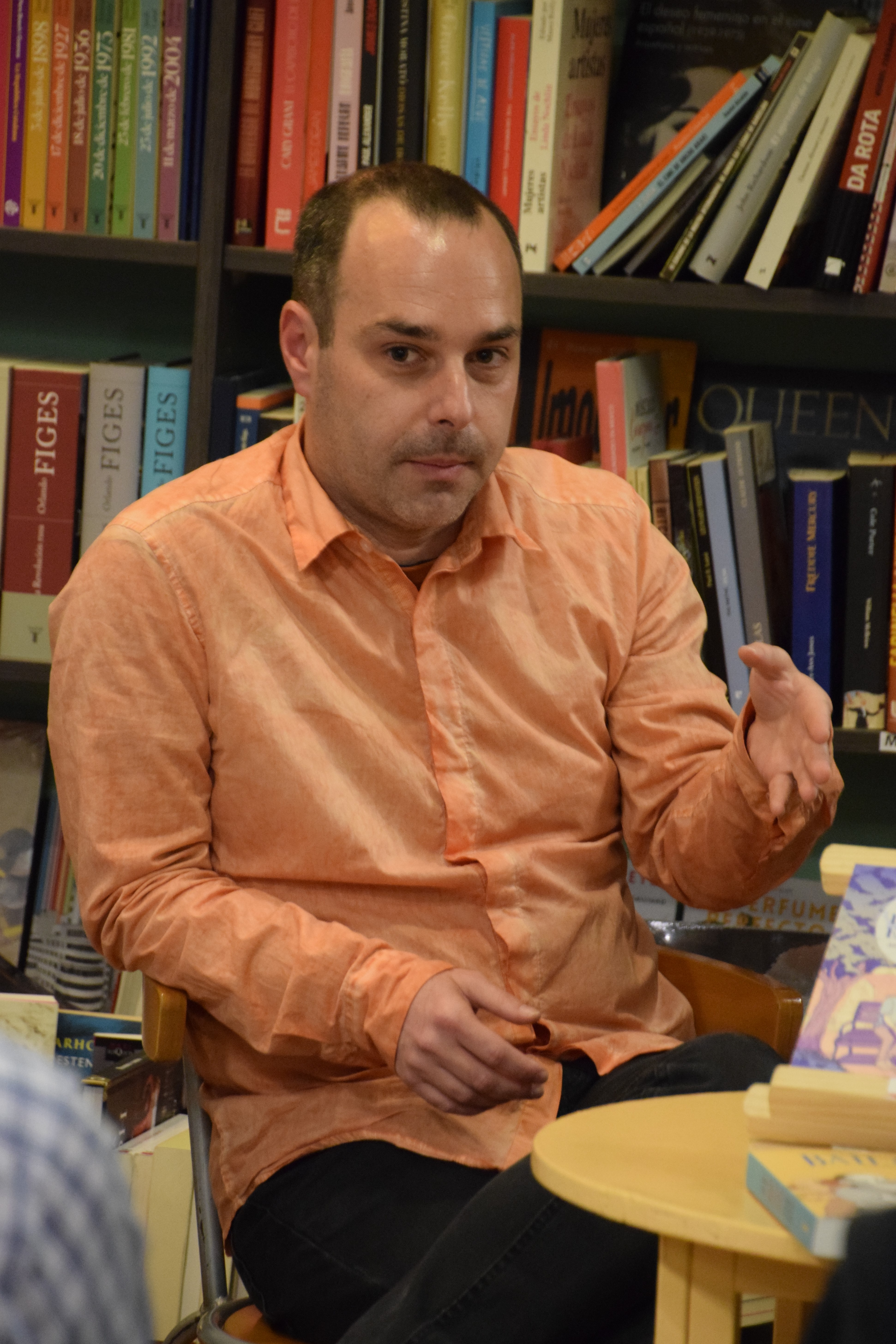
Josep Rodríguez a la presentació del llibre Mentre el cel no ens reclami a la llibreria Antinous el 2023, acompanyat de Sebas Martín.

- Bestiari a la japonesa (kdp, 2018)
- Poemes suprematistes – Senryus a Malèvitx (kdp, 2018)
- Quatre contes de literatura (Hendere, 2019)
- Mentre durin les espelmes (Voliana Edicions, 2021)
- Mentre el cel no ens reclami (Voliana Edicions, 2023)
- Cròniques del concili fetiller: Nexe (Edicions SECC, 2024). Relat "El fill de Momo".
- Mentre les ales m'ho permetin (Voliana Edicions, 2025)
- Les relíquies de Kramelita (Edicions SECC, 2025). Relat "Sucre filat ric en colors".